# Canthon subhyalinus
Canthon subhyalinus е вид бръмбар от семейство Листороги бръмбари (Scarabaeidae). Видът не е застрашен от изчезване.

## Разпространение и местообитание
Разпространен е в Боливия и Перу.
Обитава наводнени райони и гористи местности.